# Pseudolaureola atlantica
Pseudolaureola atlantica är en kräftdjursart som först beskrevs av Albert Vandel1977.  Pseudolaureola atlantica ingår i släktet Pseudolaureola och familjen Armadillidae. Inga underarter finns listade i Catalogue of Life.